# Federação de Mulheres do Brasil
Federação de Mulheres do Brasil foi uma organização feminista que atuou no Brasil entre 1949 e 1957, sob forte influência do Partido Comunista Brasileiro.

## Histórico
No fim da década de 1940, incentivados pelo jornal Momento Feminino, da militante comunista Arcelina Mochel, começaram a surgir comitês femininos em bairros e sindicatos de diversas cidades do Brasil. Um artigo do jornal chega a relatar a existência de 43 desses grupos.
No entanto, a troca de experiências era rara. Por isso, militantes dessas entidades promoveram em maio de 1949 um encontro de três dias no Rio de Janeiro. Ao fim do encontro, fundaram a Federação de Mulheres do Brasil, tendo como primeira presidenta Alice Tibiriçá. Naquele mesmo ano, a FMB participou da reunião da Federação Democrática Internacional de Mulheres, realizada em Moscou. Como a ditadura do Estado Novo impediu que Alice Tibiriçá deixasse o país, a entidade foi representada por Fanny Tabak.
Alice morreu em 1950 e foi substituída pela educadora Branca Fialho. Sob seu comando, a FMB organizou a Campanha contra a Carestia, que levou o governo Vargas a criar a Superintendência Nacional do Abastecimento (Sunab), e lutou pela libertação de presos políticos, entre eles Elisa Branco, solta em 1951.
Também em 1951, a Federação organizou o seu I Congresso Nacional, em São Paulo. Em 1952, a I Assembleia Nacional de Mulheres decidiu como bandeiras do movimento a igualdade de salários entre homens e mulheres, a aposentadoria aos 25 anos de serviço e a instalação de creches nos locais de trabalho.
Em 22 de janeiro de 1957, a FMB foi extinta por um decreto do presidente Juscelino Kubitschek. A organização já mostrava então sinais de desgaste, devido à cisão entre PCB e PCdoB.